# Rhopalia perarmata
Rhopalia perarmata är en tvåvingeart som beskrevs av Seguy 1941. Rhopalia perarmata ingår i släktet Rhopalia och familjen Mydidae.
Artens utbredningsområde är Algeriet. Inga underarter finns listade i Catalogue of Life.